# Công thức ước lượng giai thừa Ramanujan
Trong toán học, công thức ước lượng giai thừa Ramanujan thường được gọi ngắn gọn là xấp xỉ Ramanujan là công thức biểu thị gần đúng cho tập giai thừa. Giống như công thức Stirling nhưng điểm khác biệt là công thức cho ra kết quả có độ chính xác cao hơn, và công thức được đặt theo tên của nhà toán học người Ấn Độ Srinivasa Ramanujan.
Phiên bản của công thức hay tổng của hàm {\displaystyle ln(n)} thường được ứng dụng hỗ trợ thay thế với độ chính xác cao: 
{\displaystyle \ln(n!)\approx n\ln(n)-n+{\frac {\ln(n(1+4n(1+2n)))}{6}}+{\frac {\ln(\pi )}{2}}.}
Công thức được biểu diễn như sau
{\displaystyle n!\approx {\sqrt {\pi }}\left({\frac {n}{e}}\right)^{n}{\sqrt[{6}]{{8n^{3}}+{4n^{2}}+n+{\frac {1}{30}}}}}
Nơi hai đại lượng được chỉ định là tiệm cận, khá chính xác. Công thức được nêu ra trong một bài thi quốc gia ở Mỹ. Sự cải tiến của công thức được bàn luận trên diễn đàn arXiv.
Người ta cũng đưa ra giới hạn hợp lệ cho công thức với tất cả số nguyên dương:
{\displaystyle {\sqrt {\pi }}\left({\frac {n}{e}}\right)^{n}{\sqrt[{6}]{{8n^{3}}+{4n^{2}}+n+{\frac {1}{100}}}}<n!\leq {\sqrt {\pi }}\left({\frac {n}{e}}\right)^{n}{\sqrt[{6}]{{8n^{3}}+{4n^{2}}+n+{\frac {1}{30}}}}}

## Chứng minh
Theo tài liệu arXiv thống kê đối với n là một số thực, được xác định bởi tập {\displaystyle \theta _{n}}, thì công thức khi đó sẽ là
{\displaystyle n!\approx {\sqrt {\pi }}\left({\frac {n}{e}}\right)^{n}{\sqrt[{6}]{{8n^{3}}+{4n^{2}}+n+{\frac {\theta _{n}}{30}}}}}
Như vậy tập {\displaystyle \theta _{n}} được xác định như sau: 
{\displaystyle {1}-{\frac {11}{8n}}+{\frac {79}{112n^{2}}}<\theta _{n}<{1}-{\frac {11}{8n}}+{\frac {79}{112n^{2}}}+{\frac {20}{33n^{3}}}}
Khi tập xác định thỏa mãn được độ chuẩn xác nếu tập {\displaystyle \theta _{n}=1} như hằng số được chỉ định trong công thức, từ đó có bảng sau:
| {\displaystyle n!} | Giá trị gốc          | Giá trị gần đúng của công thức ước lượng giai thừa Ramanujan                                                               |
| ------------------ | -------------------- | --- |
| 0                  | {\displaystyle 1}    | {\displaystyle 1.00551385831589} (ở đây {\displaystyle \left({\frac {0}{e}}\right)^{0}} được quy ước là {\displaystyle 1}) |
| 1                  | {\displaystyle 1}    | {\displaystyle 1.000283346114}                                                                                             |
| 2                  | {\displaystyle 2}    | {\displaystyle 2.000066137639113675156}                                                                                    |
| 3                  | {\displaystyle 6}    | {\displaystyle 6.00004829397}                                                                                              |
| 4                  | {\displaystyle 24}   | {\displaystyle 24.0000676620607}                                                                                           |
| 5                  | {\displaystyle 120}  | {\displaystyle 120.00014706585663513}                                                                                      |
| 6                  | {\displaystyle 720}  | {\displaystyle 720.0004424029}                                                                                             |
| 7                  | {\displaystyle 5040} | {\displaystyle 5040.001718}                                                                                                |

Công thức phần nào đưa ra kết quả lớn hơn so với giá trị gốc nhưng đạt độ chính xác cao nhất khi giá trị của n đạt tới 2 và 3.